# Šepeta
Šepeta ist ein Dorf mit 535 Einwohnern in der Rajongemeinde Kupiškis,  3 km südöstlich von Kupiškis in Litauen. Es ist das Zentrum des Unterbezirks Šepeta (seniūnaitija). Es gibt Alma-Adamkienė-Hauptschule, eine Bibliothek, Post (LT-40015), Kapelle, psychoneurologisches Internat. In der Gegend gibt es Sumpf Šepeta, ein Torfgebiet.